# ArchLord
ArchLord est un jeu vidéo de type MMORPG (massive multiplayer online role-playing game) dans le genre heroic fantasy, développé par la société coréenne NHN Games (en).
Après sa sortie en Corée en mars 2005, le jeu est géré à partir d'octobre 2006 en Europe et en Amérique du nord par l'éditeur britannique Codemasters. À partir d'octobre 2009, la société coréenne Webzen (en) reprend la gestion du jeu à Codemasters, jusqu'à l'arrêt définitif du jeu le 1er janvier 2014.
Le 16 septembre 2014, un second opus du jeu sort, sous le nom d'ArchLord 2, développé entièrement par Webzen. Celui-ci est arrêté le 24 novembre 2015.

## Présentation
À ses débuts, Archlord était jouable uniquement par le biais d'un abonnement. À partir du 4 janvier 2007, il devient gratuit (en F2P, free to play), le client du jeu étant à télécharger sur le site officiel pour se créer un compte utilisateur.
Le modèle économique d’ArchLord (avec ou sans l'abonnement initial) comprenait une boutique virtuelle, intégrée au jeu, permettant de faire des achats par micro transactions : objets pour personnaliser les personnages (costumes, ailes, équipements divers, etc.) ou l'améliorer (objets spéciaux, dont certains accordaient un avantage dans le jeu). Mais, il était possible de jouer sans avoir à recourir à ces objets payants. Certains objets de la boutique étaient offerts en cadeau lors d'évènements organisés ponctuels. Les joueurs pouvaient également s'en procurer auprès des autres joueurs, en échange d'une somme d'argent du jeu, ou en s'échangeant des objets.
ArchLord était particulièrement apprécié pour sa qualité graphique et son ambiance musicale, interprétée par le London Symphony Orchestra et le Seoul Chorus Center (« Seoul Choir »), et enregistrée au Studios Abbey Road. Cette musique apportera une victoire aux BestMMO Contests de 2009.

## Chronologie des différentes versions du jeu

### Période Codemasters
Débutant en Corée en mars 2005, ArchLord arrive en Amérique du nord le 3 octobre 2006, en Europe le 6 octobre 2006 et en Australie 7 août 2007.
- The Legend of Chantra[7] (Épisode I)

Mis en service le 3 octobre 2006.
- Season of Siege[8] (Épisode II)

Introduction des sièges de châteaux et bataille de l'Archlord.
- Spirits Awakening[9] (Épisode III)

Mis en service le 18 août 2008.
- Moon Elf Rising[10] (Épisode IV)

Mis en service en juin ou juillet (?) 2009. Introduction du Swashbuckler, la 3e et dernière classe pour les elfes.
Dernière version du jeu éditée par Codemasters, jusqu'au 1er octobre 2009.
Le 1er septembre 2009, Codemasters annonce par un message qu'en raison d'un désaccord avec NHN Games (en), la société n'a pas réussi à obtenir un renouvellement de son contrat sur ArchLord, et donc ne sera « plus en droit d'opérer ses services sur les territoires occidentaux », et sera « contraint de fermer tous les services associés au jeu avant l'expiration de la licence ». Par voie de conséquence, les serveurs de jeu situés en régions Europe et Amérique sont fermés à partir du 2 octobre 2009. À partir du 3 octobre, la gestion du jeu revient à la société coréenne Webzen (en),. Les comptes des joueurs sont entièrement migrés vers les serveurs de Webzen.

### Période Webzen
- The legend of Chantra (Épisode I).

Mis en service le 19 août 2009 (sur les serveurs Webzen (en) en Asie). Introduction du nouveau serveur Tullan.
- Moon Elf Rising[13] (Épisode II).

Mis en service le 3 octobre 2009. Migration des serveurs de Codemasters vers Webzen et ajout de la classe du Swashbuckler pour les elfes.
- Season of Siege Warfare (Épisode III).

Mis en service le 15 décembre 2009. Ajout des fonctionnalités d'attaque de château et du combat pour devenir l'ArchLord (ArchLord Final Battle).
- Chaotic Frontier[14] (Épisode IV)

Mis en service en mars 2010. Introduction de la zone de jeu Chaotic Frontier.
- The Grand Cross[15] (Épisode V).

Mis en service en juillet 2010. Introduction de la zone de jeu BattleGround (combat RvR, entre races).
- Beyond The Evolution[16] (Épisode VI)

Mis en service le 1er décembre 2010. Introduction d'une nouvelle race, les Dragonscions (ou Scions), et ajout de trois nouvelles classes pour les Scions (Slayer, Orbiter et Summoner)
- Ascent from Hell[17],[18],[19] (Épisode VII).

Mis en service le 28 juillet 2011. Introduction d'une nouvelle zone de jeu (le monde de Heaven's Hell), augmentation du niveau maximal des personnages (du niveau 99 à 120), nouveaux objets « uniques » (colliers, anneaux), nouvelles armes et armures « héroïques », nouvelles compétences « héroïques ».
Dernière version du jeu jusqu'à son arrêt définitif.

## Univers du jeu
Le monde fictif que propose ArchLord est le continent de Chantra. Les races évoluant dans Chantra sont : les humains, les orcs, les elfes lunaires (Moon Elves). Par la suite est rajoutée la race des hommes-dragons (DragonScions).
L'inspiration du jeu repose principalement sur le désir de NHN Games (en) de produire un jeu qualité utilisant les éléments les plus percutants des jeux de rôle en ligne déjà existant à l'époque. Ils ont choisi certains de ces aspects et les ont regroupés dans un jeu unique.

## Style de jeu (gameplay)

### Genre et personnalisation
Une des particularités d'ArchLord est l'attribution automatique du sexe du personnage lors de sa création, en fonction de la classe que l'on souhaite interpréter. Par exemple, la classe de Mage des humains est toujours de sexe féminin.
La personnalisation des personnages est quelque peu sommaire : modification de la coiffure, de la couleur des cheveux et des yeux. Certains objets de la boutique (costumes) permettent aussi de se démarquer.

### Choix du serveur
Au début du jeu, le joueur doit d'abord choisir un serveur sur lequel il créera son personnage (3 personnages maximum par serveur).

### Classes de personnages
Au total, treize classes de personnage peuvent être choisies parmi les quatre races (3 classes par race + la classe de Scion).
- Classes pour les humains : Knight, Archer et Mage[22].
- Classes pour les orcs : Berserker, Hunter et Sorcerer[22].
- Classes pour les elfes lunaires (Moonelves) : Swashbuckler, Ranger et Elementalist[22].

Plus tard, la classe des Scions est rajoutée :
- Classes pour les Dragonscions : Scion (peut devenir Slayer, Orbiter ou Summoner)[16].

Les développeurs (Game Master) ont accès à une race exclusive: les fées.

### Déplacements
Le joueur se déplace dans un univers en 3D en vue à la troisième personne. Par défaut, il se voit de dos, mais peut également changer l'angle de caméra pour observer l'environnement, y compris lui-même, tout en se déplaçant. Les déplacements (gérés au clavier et à la souris) ont généralement lieu à pied, ou alors en chevauchant une monture. Si le joueur fait un clic de souris sur un endroit du décor, son personnage peut se déplacer seul vers cet endroit, le moteur du jeu d'ArchLord utilisant le pathfinding (recherche automatique du chemin), qui est parfois défaillant (collisions).
Une mini-carte détaillée (qui peut être agrandie), permet de voir les lieux principaux (villes, villages, donjons, châteaux, etc) et de se déplacer dans le monde de Chantra. Les quêtes données par les PNJ sont aussi indiquées sur la carte.

### Progression des personnages
Débutant dans leurs villages raciaux respectifs, les joueurs (humains, orcs, elfes et scions) progressent en explorant le monde de Chantra. Ils le font principalement en mode PvE (player versus environment, « joueur contre l'environnement », c-à-d. contre les monstres du jeu). Au début, ils explorent leur zone raciale, puis peuvent progresser jusqu’aux zones des autres races, et à la zone centrale de Chantra.
Dans chaque zone PvE du jeu, se trouvent des monstres (des « mobs ») que le joueur doit tuer pour collecter de l'expérience et ainsi monter de niveaux. Les monstres donnent également de l'or et parfois des objets spéciaux, que le joueur doit collecter et échanger pour progresser. Il est aussi possible de dépecer (ransack, « dépeçage » en français) les mobs et collecter dessus des ingrédients (fourrure, os, viande, etc.) qui peuvent être combinés avec des recettes pour créer de nouveaux objets (comme des potions de soins, etc.). Au fil des combats, les joueurs peuvent se soigner avec des potions redonnant de la santé, qui peuvent s'activer automatiquement. Toutes les zones de jeu sont non-instanciées.
De nombreux PNJ sont également présents pour donner des quêtes aux joueurs de bas niveau, afin de les faire progresser, lentement, mais régulièrement (les quêtes sont indiquées dans la mini-carte du jeu). Les quêtes suivent souvent une structure linéaire ; il faut souvent accomplir une quête jusqu'au bout pour débloquer celle d'après, et ainsi de suite. Elles se résument souvent à aller chercher quelque chose ou tuer un monstre, voire collecter un ingrédient spécifique, et sont répétitives.
Sur tous les « mobs » tués, il est possible de collecter des objets de type « normal », « rare » ou « unique ». Chez certains mobs spéciaux (particulièrement les boss), il est possible de collecter des objets de type « élite » (armes, armures, anneaux, colliers, ingrédients, etc), qui peuvent donner un avantage important dans le jeu. Dans les nouveaux mondes (mondes élémentaires comme Frozen Infinity, et les mondes ajoutés ensuite), on peut collecter des objets en attribut « possédés » (qui restent dans l'équipement du joueur une fois ramassés et ne peuvent être échangés).
Il existe aussi des zones de jeu spéciales, des donjons. Dans chaque zone raciale, il existe trois donjons, dédiés à une race en particulier. Par exemple, sur le territoire des orcs se trouvent Tomb of the Dead, Old Mine et Corrosion Cave (monstres de niveau 17 à 50). Chaque race possède les mêmes trois types de donjons, seuls les noms changent. Cependant, rien n'empêche un individu d'une certaine race d'aller dans les donjons des autres races.
Par ailleurs, il existe des donjons de haut niveau, comme Asylum (monstres de niveau 45 à 80) qui se trouve dans le désert au centre du continent, et le champ de bataille BattleSquare, ce dernier étant accessible grâce à un portail de téléportation qui se trouve dans chaque ville. Il existe aussi les mondes élémentaires : Frozen Infinity (Ice World), Teslon Outpost (Lighntning World) et Evergreen Paradise (Poison World) (monstres de niveau 76 à 90).
Avec l'extension Chaotic Frontier, 6 mondes supplémentaires sont ajoutés. Avec l'extension Ascent from Hell, la zone Heaven's Hell est ajoutée (zone de haut niveau, monstres de niveaux 95 à 120).

### Modes PvP et RvR
ArchLord possède aussi un mode PvP, (player versus player, « joueur contre joueur ») : hormis dans les villes et les villages (qui sont gardés par des soldats), les joueurs peuvent attaquer tous les autres joueurs dans n'importe quelle zone de jeu du monde de Chantra. Chaque personnage mort au combat retourne dans la dernière ville où il s'était rendu (à moins d'utiliser un objet spécial pour ressusciter immédiatement).
Le mode PvP est également utilisé dans les sièges de châteaux (Guerre des Guildes et Bataille de l'Archlord, voir plus bas) ; c'est alors du PvP de masse (jusqu'à une centaine d'individus).
Le fait de tuer des personnages plus faibles que soi donne des malus successifs (des vilain points, « points de vilénie » en français,) : un crâne apparaît à côté du nom du personnage, le signalant comme un PK (player killer, un tueur de joueurs), le crâne changeant de couleur après un certain nombre de morts. Au bout d'un certain temps, le joueur PK ne pourra plus entrer en ville (car attaqué par les gardes) ou utiliser certains services. Il pourra aussi être pris en chasse par les autres joueurs et tué, sans malus pour eux. Pour annuler son statut de PK, un joueur devra collecter des « lettres de pardon » (pardon scrolls) sur les mobs, une tâche longue et répétitive. Certains joueurs, toutefois, aiment à passer leur temps dans cette activité.
Enfin, le mode RvR (race versus race) permet aux races de se combattre dans la zone de jeu Battleground (voir plus bas).

### Commerce
Il est possible de revendre les objets que le joueur n'utilise pas auprès des nombreux PNJ (personnages non joueurs). Certains PNJ permettent de créer des objets, si le joueur possède les ingrédients nécessaires (et éventuellement la recette spécifique).

### Groupes
L'union temporaire de plusieurs joueurs (entre 2 et 5) dans un groupe (party) offre, selon la classe du chef de groupe, plus de points de vie, de défense ou d'attaque à chacun des joueurs.

### Guildes
Un joueur peut intégrer une des nombreuses guildes du jeu (créées par les joueurs eux-mêmes) et ainsi obtenir de l'aide dans le jeu.
Les guildes servent aussi, chaque fin de semaine, à conquérir les châteaux forts de Chantra (un par zone raciale, donc quatre châteaux en tout, sans compter celui de l'ArchLord) qui donnent des avantages en jeu (argent prélevé sur les commerces de la zone et donjon spécial dans le château). Lors des sièges des châteaux, six guildes au maximum (3 guildes attaquantes et 3 défenseurs) peuvent se disputer un château. Lors des sièges, les guildes peuvent employer des catapultes et d'autres machines de guerre.
Une fois par mois, les chefs de guilde possédant un château peuvent concourir (avec leurs alliés) à la bataille permettant de devenir l'ArchLord du jeu (ArchLord Final Battle).

### Devenir l'ArchLord
La principale particularité d'ArchLord — et qui donne son nom au jeu — est la possibilité pour n'importe quel joueur de devenir effectivement, et pour un temps, l’« ArchLord » (littéralement, l'« Archi-seigneur ») du jeu. En devenant l'ArchLord, le joueur à accès à un donjon spécial (dans le château fort de l'ArchLord) ainsi qu'à un équipement et des pouvoirs exclusifs. Son titre lui donne notamment une monture draconique et la possibilité d'influer sur les conditions climatiques du jeu sur le serveur où il se trouve. Il peut aussi prélever une dîme sur toutes les transactions du monde de Chantra.
Pour ce faire, le joueur, qui doit être à la tête d'une guilde et posséder l'un des 4 châteaux (en dehors de celui de l'ArchLord), doit avec ses alliés (sa guilde, plus deux guildes amies au maximum) participer à l’Archlord Final Battle (qui a lieu chaque dernier samedi du mois en cours) pour défier et renverser l'ArchLord régnant. Lors du siège du château de l'Archlord, le joueur et sa guilde prennent d'assaut le château fort et doivent tuer l'Archlord régnant, ce dernier défendant son château avec ses alliés (sa guilde, plus deux guildes amies au maximum).
Le titre d'ArchLord dure un mois et est remis en jeu à la fin du mois en cours.
Si, pendant une période, le château de l'Archlord est vide (l'ArchLord régnant a été tué en combat à l'extérieur du château, ou pas d'Archlord pendant le mois en cours), 3 guildes différentes peuvent, en fin de mois, revendiquer le titre. Lors de l'Archlord Final Battle, si l'un des chefs de guilde parvient à « stamper » (apposer sa marque) sur le trône de l'Archlord et survivre, il devient l'Archlord pour ce mois.

### Battleground
Avec l'extension The Grand Cross (Épisode V), est introduit une nouvelle zone de jeu : le BattleGround (« Champ de bataille »). Sur une carte divisée en quatre parties (une par race), quatre bases (camps retranchés) sont disposées pour chaque race (elfes, orcs, humains et Scions). Les races se battent entre elles (les membres d'une même guilde peuvent s'attaquer ici, s'ils sont de races différentes). Des monstres sont également disposés dans la zone, n'attaquant pas la race de la zone où ils se trouvent (par exemple, les monstres dans la zone humaine n'attaqueront pas les humains et inversement).
Deux fois par semaine, un évènement en mode RvR (race versus race) permet à chaque base de s'affronter pour se disputer des boss spéciaux qui accordent des bonus en jeu pendant une semaine (un boss par base, plus des boss dans la zone centrale de la carte).

## Arrêt du jeu et suite
Au début de décembre 2013, Webzen (en) publie une notice informant qu'au 1er janvier 2014 ArchLord sera arrêté et les serveurs de jeu déconnectés.
La suite d'ArchLord, baptisée ArchLord 2, sort le 16 septembre 2014. Développé entièrement par Webzen, avec un univers totalement différent, similaire à World of Warcraft pour l'interface et Aion pour la guerre entre 2 clans, le jeu reste un F2P comme son prédécesseur. Le 24 novembre 2015, Webzen arrête le jeu  pour laisser place à de nouveaux MMORPGs comme ELOA et ASTA — qui furent eux aussi arrêtés en octobre 2016.
Par la suite (et parfois même pendant l’exploitation officielle du jeu par Codemasters et Webzen), plusieurs serveurs privés sont créés, reprenant (grâce à des copies illégales des fichiers du jeu, côté serveur) l'exploitation de la licence, bien évidemment de manière totalement illégale, ne possédant pas les droits.

## Autour du jeu

### Ben X
Le jeu vidéo ArchLord joue un rôle essentiel dans le film Ben X. De nombreuses images en sont tirées : on peut y voir Ben, le protagoniste, y évoluer au côté de son amie Scarlite.

### Manga
Un manga ArchLord a également été publié en France en six tomes, retraçant la vie de Zian jusqu'à la bataille entre les orcs et les humains (visible dans la première vidéo ArchLord).